# 悪魔博物館

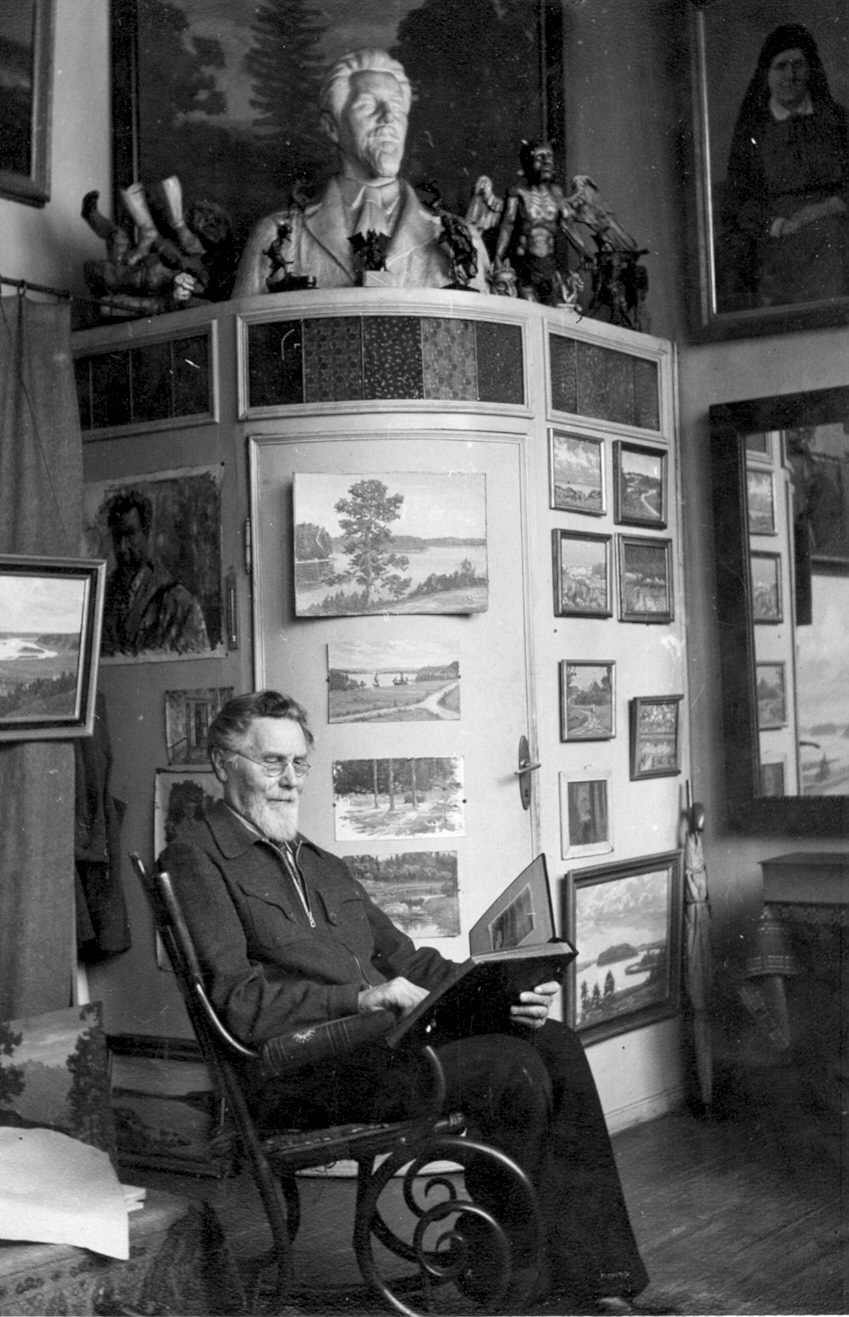
ジュムイジナヴィチュス、自宅にて（1954年1月）

悪魔博物館（あくまはくぶつかん、リトアニア語: Velnių muziejus）は、リトアニア・カウナスにある博物館。国立チュルリョーニス美術館の分館である。悪魔をあしらった彫刻などを世界中から集めている。2009年現在、約3,000の収集品を所蔵している。
元々、画家のアンタナス・ジュムイジナヴィチュス（1876年 - 1966年）が個人的に収集していたものであったが、彼の死後、生前に住んでいた家を博物館として開設、当時は260の収集品を所蔵するのみであった。その後、収集品は増え、また訪問客からの寄贈も多かったため、1982年、3階建ての博物館が別に建てられた。
集められた悪魔に関する作品は様々な文化のもとで作られたもので、絵画から彫刻、さらには日用品も多く、神話の内容を表したものから政治的なものまで様々なものがある。政治的な意図を含んだ作品としては、例えばヒトラーとスターリンを悪魔になぞらえたものがある。

## ギャラリー

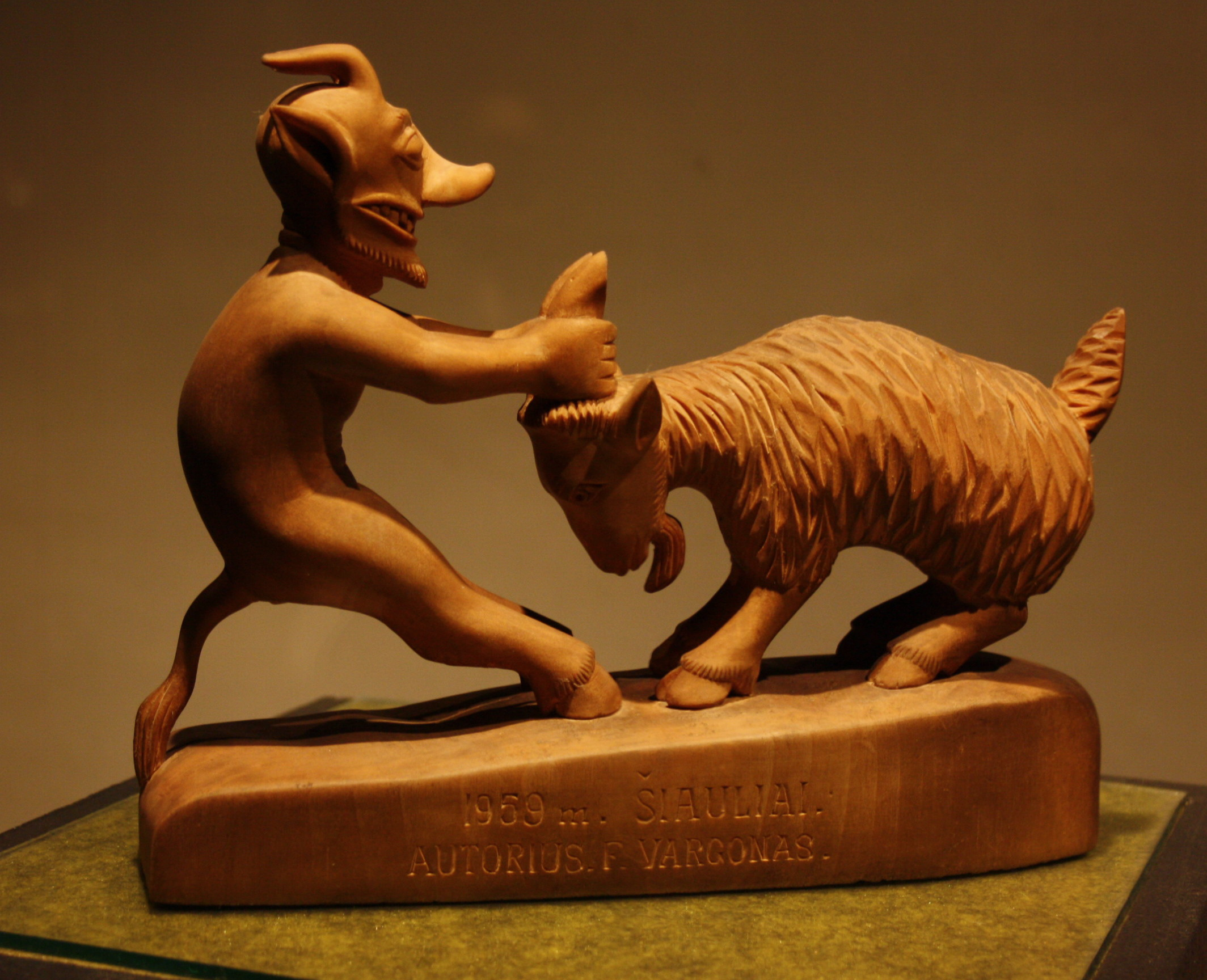
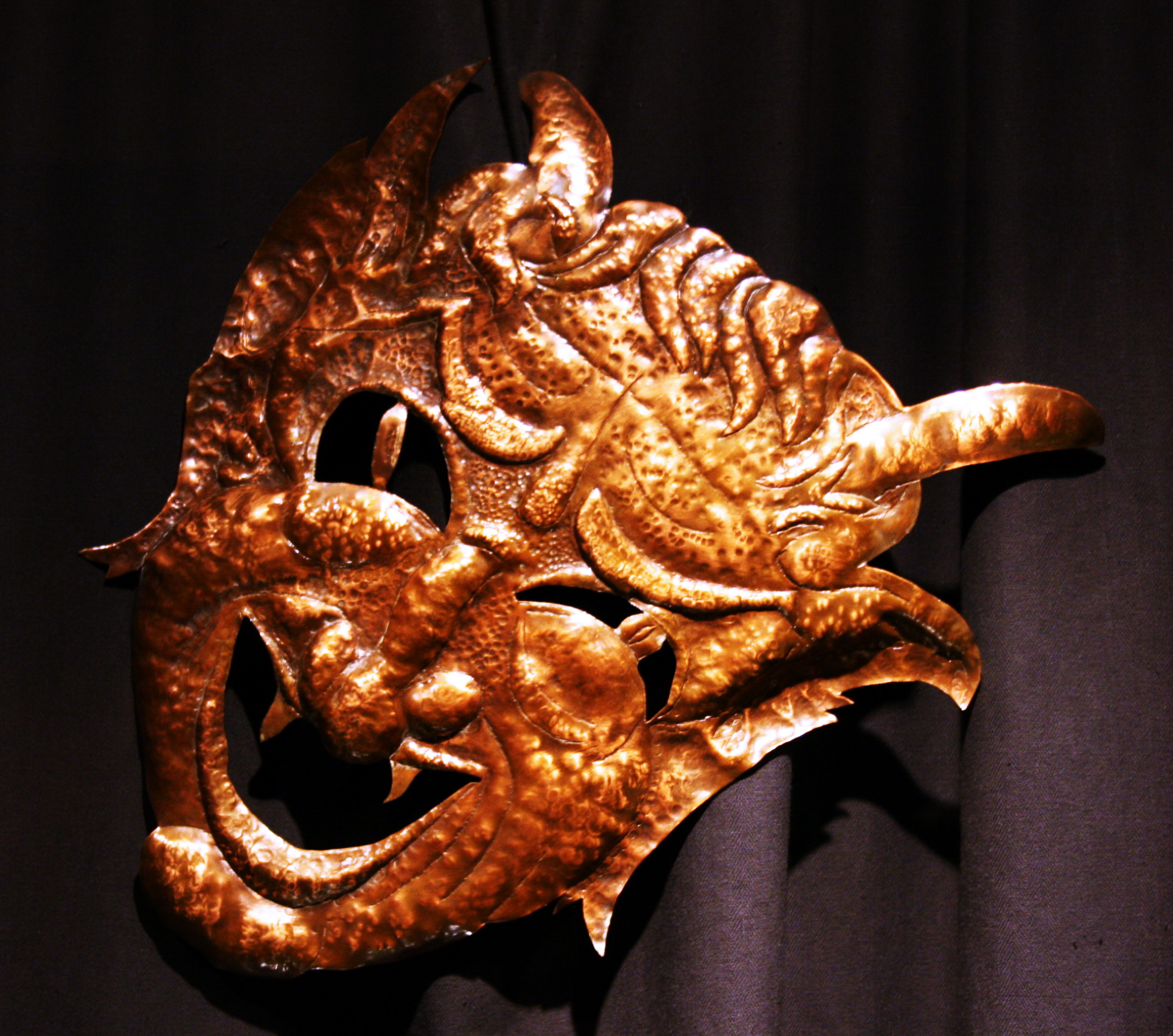
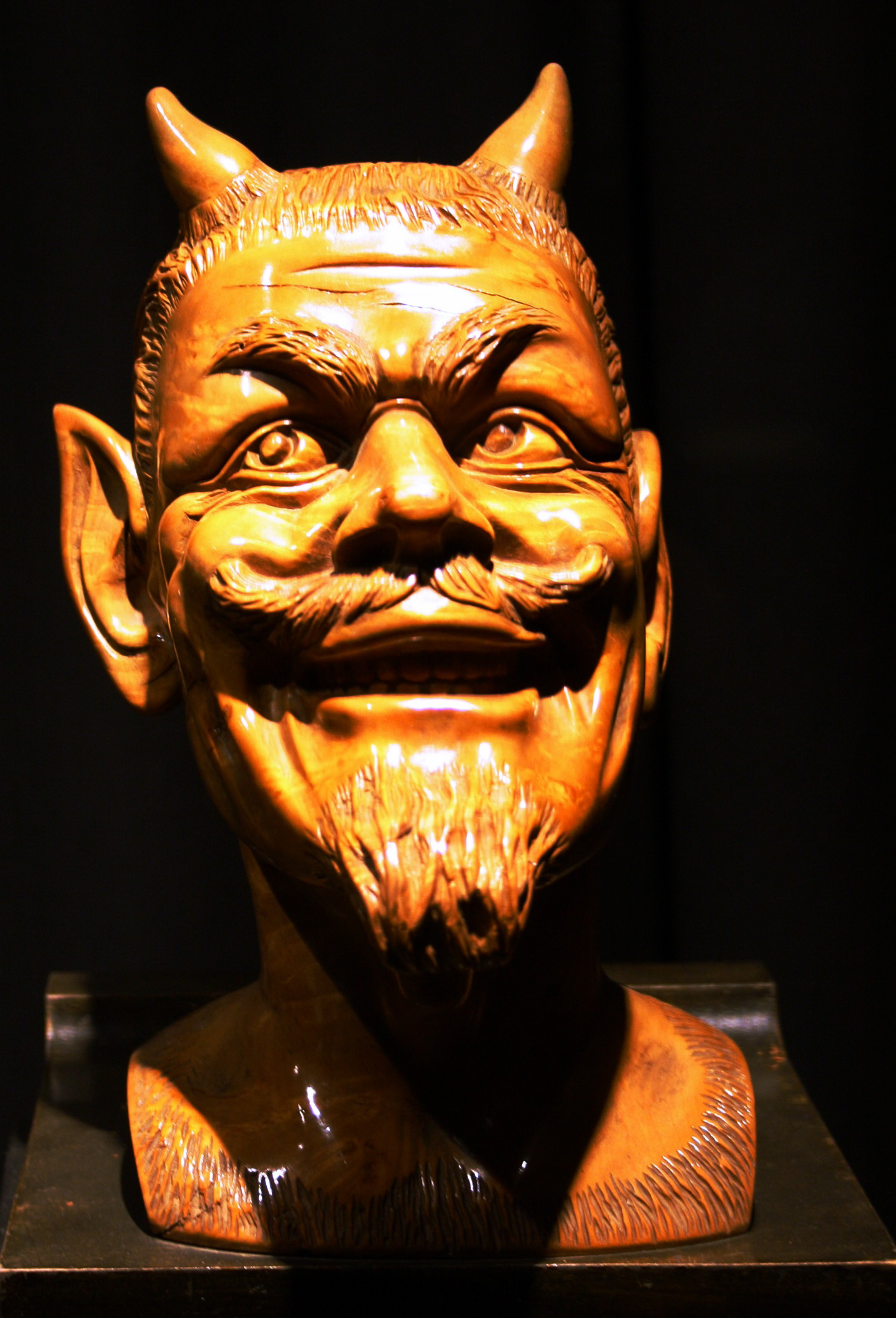
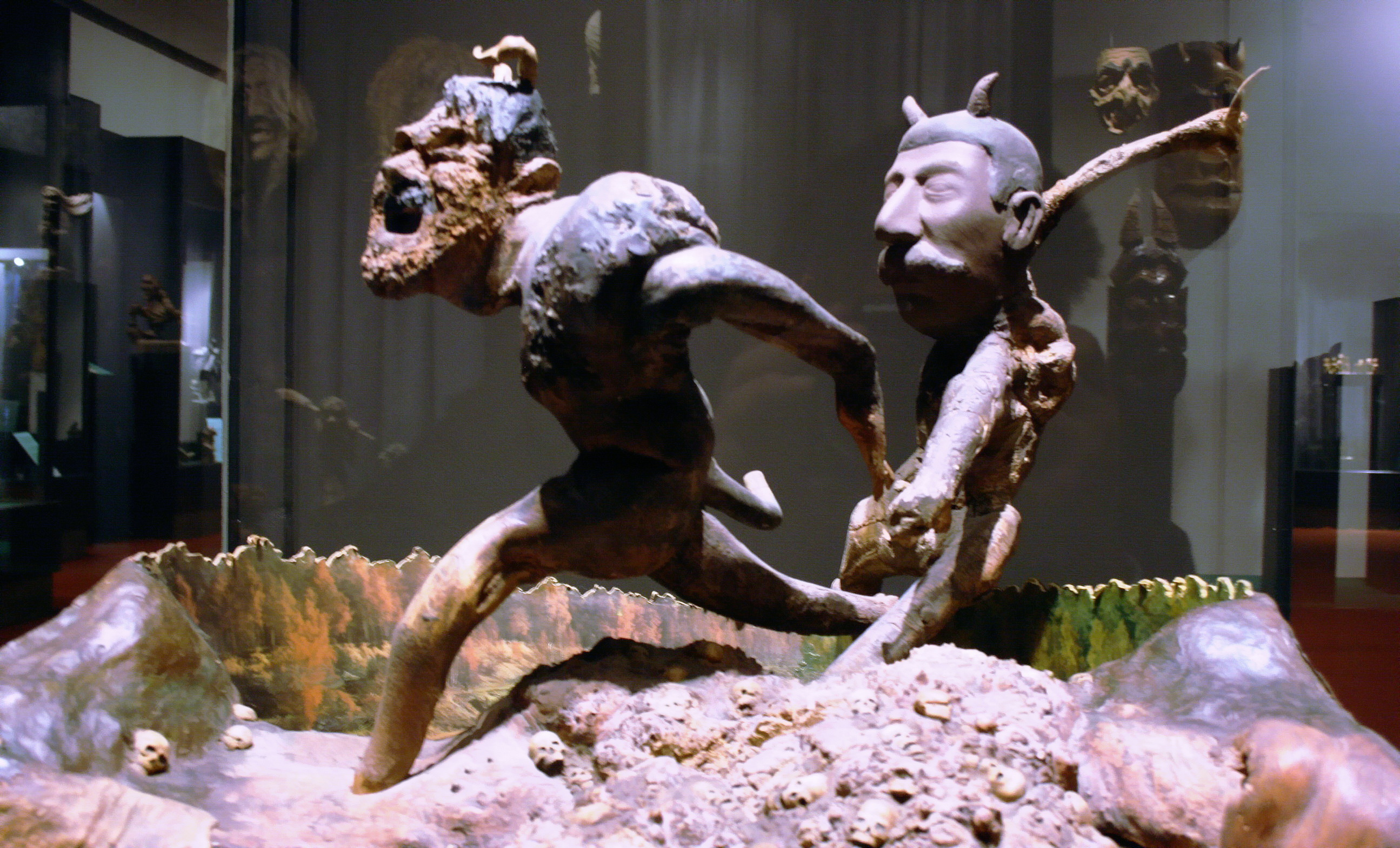
死の踊りに興じるヒトラーとスターリン
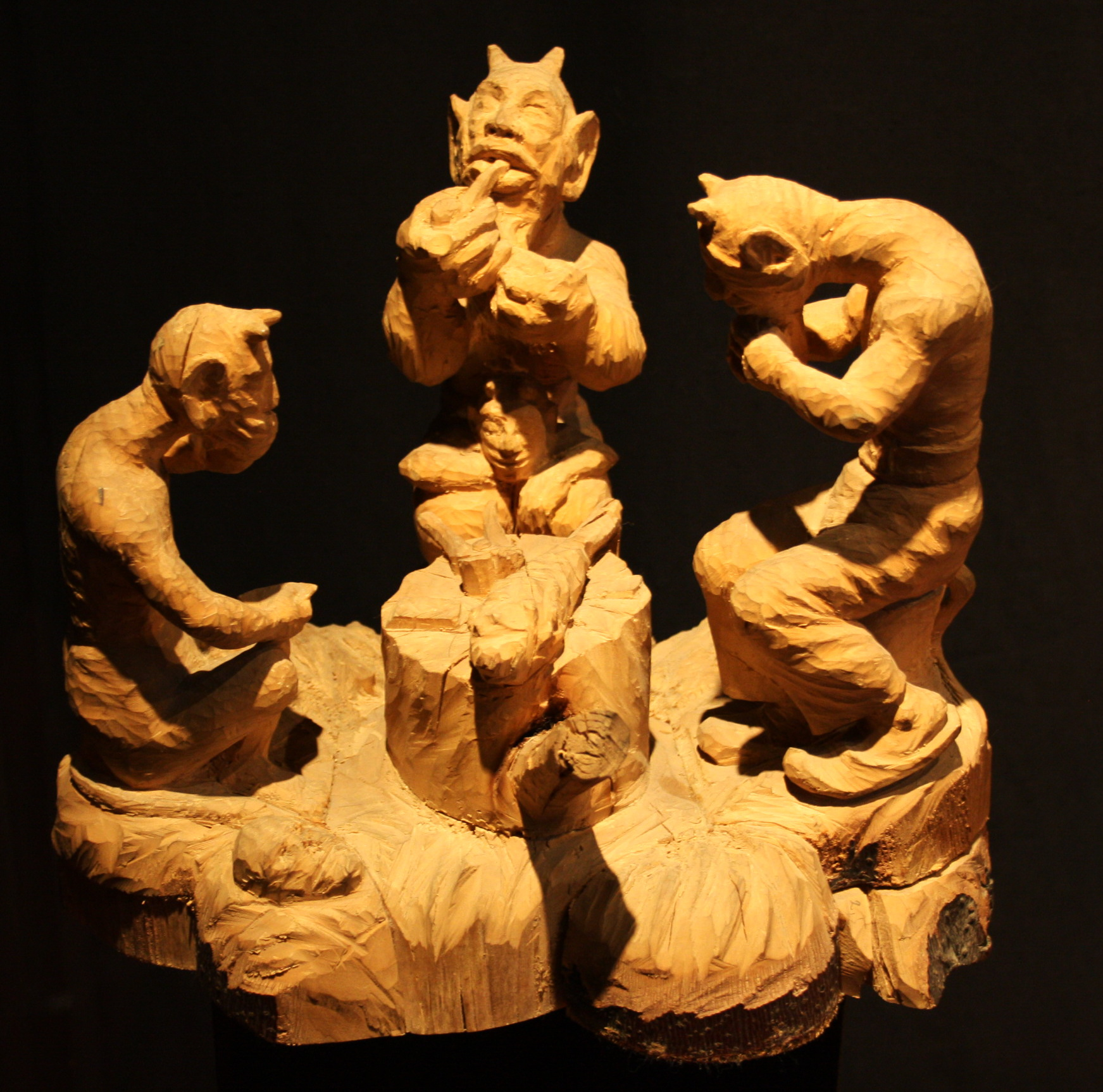
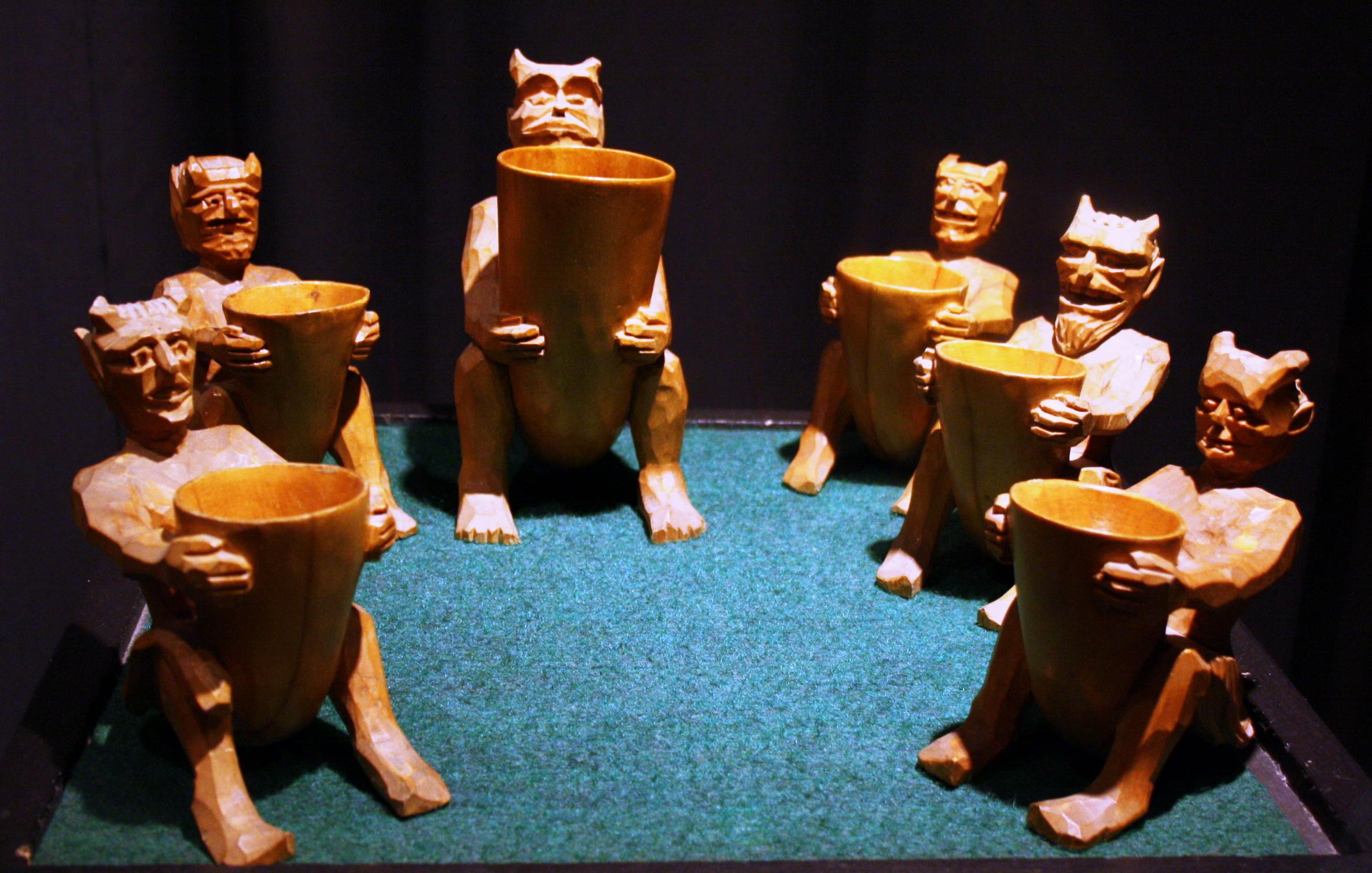
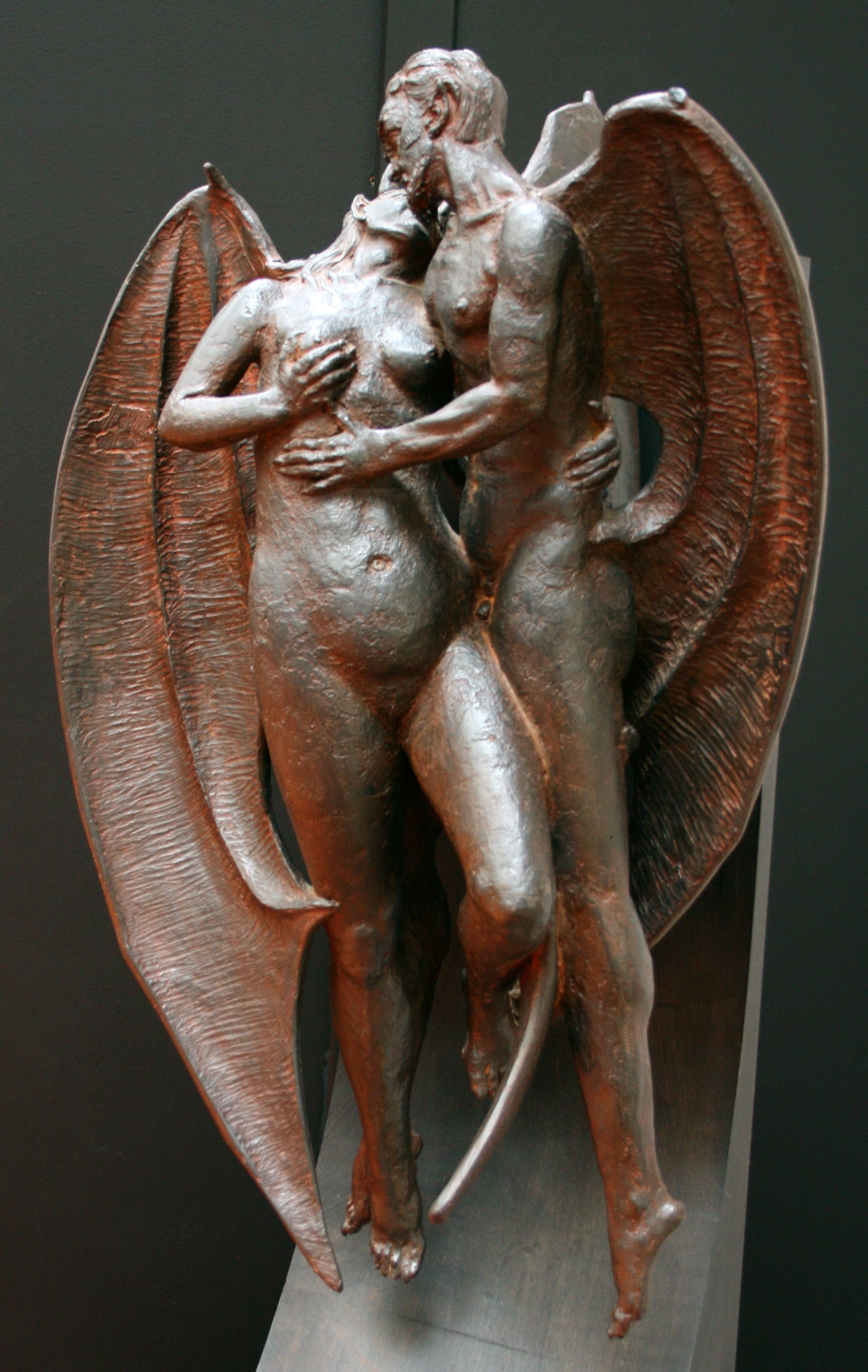
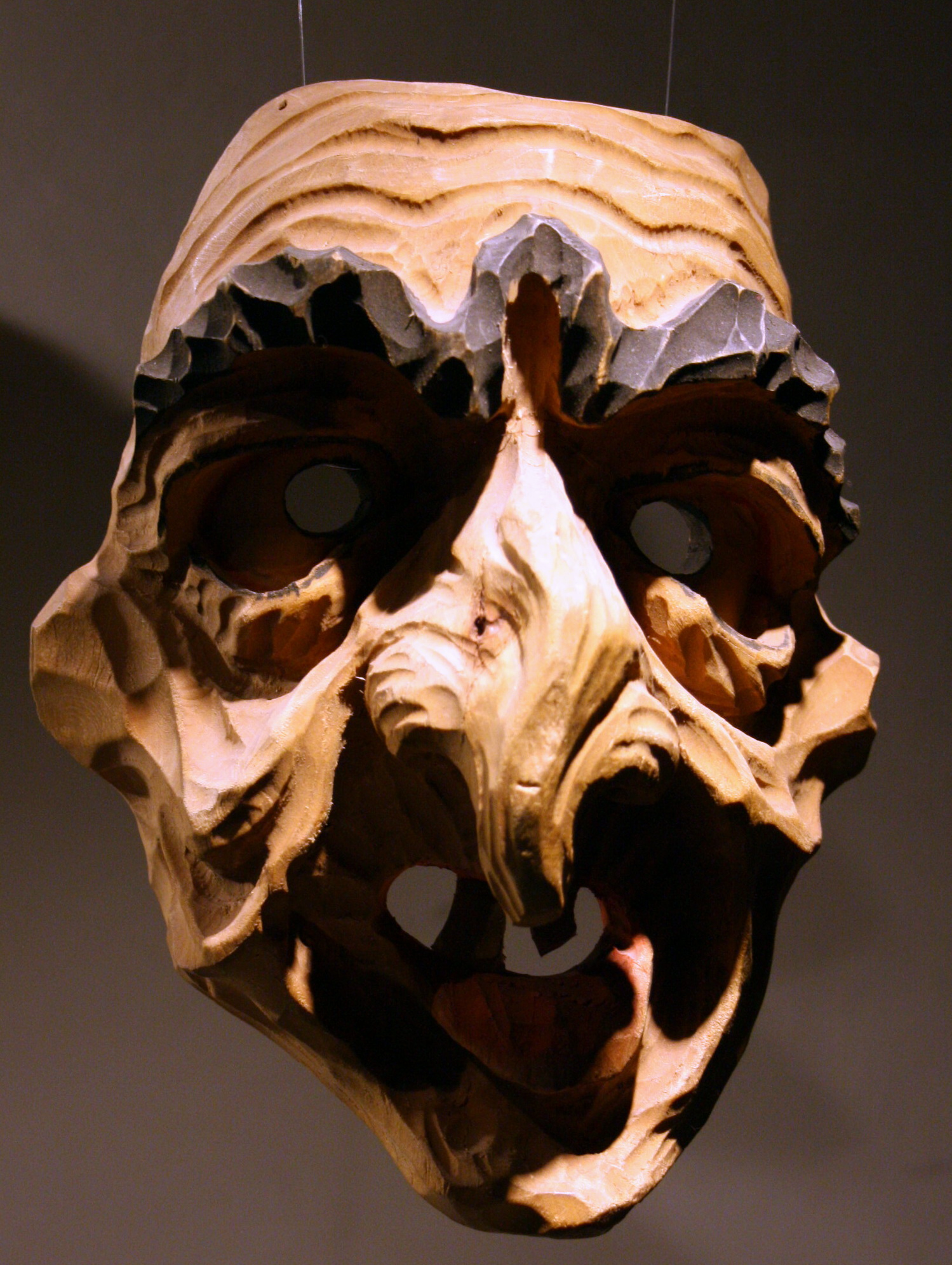